# UNI Győr
Az Serco Uni Győr Győr város első osztályú női kosárlabdacsapata.

## Története

### Győri kosárlabda
A győri női kosárlabda a 20. század során mindössze egy szezon során, 1961–62-ben képviseltette magát az élvonalban: az újonc Győri Vasas ETO azonban utolsó helyezettként kiesett.

### Jogelőd
A győri élvonalbeli csapat 2005-ben alakult, a Ventwest-Foton Sopron Győrbe költözésével. Így jogelődjének számít a Foton-Sopron, amely a 2002–2003-as szezonban alakult meg, a Bajai Bácska felvásárlásával, amely csapat azonban szakmailag a Soproni Postás utódjának számít, mely élén az a Fűzy András állt, aki jelenleg is a győri csapat vezetője.

### 2005–2013
A 2005-ös alakulás után 2011-ig erős középcsapatnak számított a Győr. Az első szezonban elért 9. hely után minden évben bejutottak a legjobb 8 közé, két 4. helyet is szerezve. 2011–2012-ben aztán megjött az áttörés: a csapat bejutott a kupadöntőbe, ahol vereséget szenvedett, majd az alapszakasz 2. helyéről indulva megnyerte a bajnokságot. A következő évben a címvédés nem sikerült, az alapszakasz és a kupa 2. helye után a rájátszásban is a 2. helyre jutottak.

### A busztragédia
2013. szeptember 7-én a csapat edzőmérkőzésre tartott Sopronba, amikor a 85-ös főúton Kapuvár közelében a csapatbusz egy személyautóval ütközött és az oldalára dőlt. A balesetben 9-en kiestek a buszból, közülük Fűzy Ákos vezetőedző és Tapodi Péter klubigazgató elhunyt, Natasa Kovacsevics lábfejét amputálni kellett, további 6 fő súlyos, 6 utas és a busz sofőrje könnyebb sérüléseket szenvedett.
A tragédia miatt a 2013–2014-es bajnokságot átszervezték, hogy a Győr a bajnokság közben be tudjon csatlakozni. A szezont végül a 6. helyen zárták.

## Eredmények

### Magyar bajnokság
Magyar bajnok: 2011–2012
Ezüstérmes: 2012–2013, 2015–16, 2022–23, 2023–24
Bronzérmes: 2014–2015, 2017–18

### Magyar kupa
Ezüstérmes: 2012, 2013, 2025
Bronzérmes: 2017, 2018

### Bajnoki helyezések az élvonalban
| Év        | Csapatnév                      | Hely           |
| --------- | ------------------------------ | -------------- |
| 1961–1962 | Győri Vasas ETO                | 14.            |
|           |                                |                |
| 2003–2004 | Röhnisch-Foton Sopron          | 7.             |
| 2004–2005 | Ventwest-Foton Sopron          | 10. (kizárták) |
| 2005–2006 | Rába Quelle-Foton-Veritas Győr | 9.             |
| 2006–2007 | SEAT-Foton Győr                | 8.             |
| 2007–2008 | SEAT-Foton Győr                | 7.             |
| 2008–2009 | SEAT-Foton Győr                | 4.             |
| 2009–2010 | SEAT-Lami-Véd Győr             | 4.             |
| 2010–2011 | SEAT-Lami-Véd Győr             | 5.             |
| 2011–2012 | UNI SEAT Győr                  | 1.             |
| 2012–2013 | Hat-Agro UNI Győr              | 2.             |
| 2013–2014 | Hat-Agro UNI Győr              | 6.             |
| 2014–2015 | CMB-Cargo UNI Győr             | 3.             |
| 2015–2016 | CMB-Cargo UNI Győr             | 2.             |
| 2016–2017 | CMB-Cargo UNI Győr             | 4.             |
| 2017–2018 | CMB-Cargo UNI Győr             | 3.             |
| 2018-2019 | UNI Győr MÉLY-ÚT               | 4.             |
| 2019-2020 | UNI Győr MÉLY-ÚT               | félbeszakadt   |
| 2020-2021 | UNI Győr MÉLY-ÚT               | 3.             |
| 2021-2022 | UNI Győr                       | 5.             |
| 2022-2023 | SERCO UNI Győr                 | 2.             |
| 2023-2024 | SERCO UNI Győr                 | 2.             |

## Nemzetközi szereplés
| Év        | Sorozat  | Győzelem/vereség   |
| --------- | -------- | ------------------ |
| 2008      | Eurokupa | 1/5                |
| 2009      | Eurokupa | 1/5                |
| 2010      | Eurokupa | 7/3                |
| 2011      | Eurokupa | 7/3                |
| 2012      | Euroliga | 3/11               |
| 2013      | Euroliga | 16 közé jutott     |
| 2014      | Euroliga | 0/10               |
| 2015      | Eurokupa | 0/4                |
| 2016      | Eurokupa | 0/6                |
| 2017      | Euroliga | 1/13               |
| 2018      | Eurokupa | rájátszás első kör |
| 2018-2019 | Eurokupa | 2/4                |
| 2019-2020 | Eurokupa | 2/4                |

## Edzők
- Magyar András: 2005. szeptember – 2006. április
- Kulacs Zoltán: 2006. április
- Gálos László: 2006. augusztus – 2008. február[4]
- Tapodi Péter: 2008. február – 2012. június
- Fűzy Ákos: 2012. július – 2013. szeptember
- Szentendrei Áron: 2013. szeptember – 2014. január
- Bencze Tamás: 2014. január – 2014. június[5]
- Völgyi Péter: 2014. július – 2018. március
- Sandro Orlando: 2018. március - 2018. november[6]
- Milos Pavlovic: 2018. november - 2019. december
- Merim Mehmedovic: 2019. december - 2020. április [7]
- Iványi Dalma 2020. április - [8]

## Jelenlegi keret
* Utolsó módosítás: 2020. augusztus 29.
| Játékosok | Edzők |        |                     |          |                                |                         |
| \| Poszt \| Mezszám \| Ország \| Név \| Magasság \| Életkor \| Korábbi csapat \| \| ----- \| ------- \| ------ \| ------------------- \| -------- \| ------------------------------ \| ----------------------- \| \| 2-3 \| 8 \| \| Révész Boróka \| 178 cm \| 2000. május 16. (24 éves) \| utánpótlás \| \| 1 \| 9 \| \| Baffy Fanni \| 169 cm \| 2000. \| utánpótlás \| \| 4-5 \| 12 \| \| Mansaré Anna \| 188 cm \| 1992. január 8. (33 éves) \| Atomerőmű KSC Szekszárd \| \| 3-4 \| 13 \| \| Török Ágnes \| 183 cm \| 1998. január 23. (27 éves) \| utánpótlás \| \| 2 \| 30 \| \| Dombai Réka \| 179 cm \| 2002. szeptember 16. (22 éves) \| Vasas SC \| \| 4-5 \| 55 \| \| Barnai Judit \| 189 cm \| 1994. január 17. (31 éves) \| NKE-FCSM Csata \| \| 1-2 \| \| \| Aya Keita \| 173 cm \| 2002. december 2. (22 éves) \| utánpótlás \| \| 3 \| \| \| Dubei Debóra \| 183 cm \| 1997. január 4. (28 éves) \| Sopron Basket \| \| 2 \| \| \| Weninger Virág \| 179 cm \| 1997. június 20. (27 éves) \| Sopron Basket \| \| 1 \| \| \| Brianna Kiesel \| 170 cm \| 1993. július 8. (31 éves) \| Artego Bydgoszcz \| \| 5 \| \| \| Beatrice Mompremier \| 193 cm \| 1996. augusztus 8. (28 éves) \| Connecticut Sun \| \| 4 \| \| \| Kadri-Ann Lass \| 190 cm \| 1996. november 24. (28 éves) \| Wisla Krakow \| | Vezetőedző Iványi Dalma Edző(k) Megjegyzés, jelmagyarázatA vastagon szedettek válogatott játékosok. Forrás |        |                     |          |                                |                         |
| Poszt | Mezszám | Ország | Név                 | Magasság | Életkor                        | Korábbi csapat          |
| 2-3 | 8 | magyar | Révész Boróka       | 178 cm   | 2000. május 16. (24 éves)      | utánpótlás              |
| 1 | 9 | magyar | Baffy Fanni         | 169 cm   | 2000.                          | utánpótlás              |
| 4-5 | 12 | magyar | Mansaré Anna        | 188 cm   | 1992. január 8. (33 éves)      | Atomerőmű KSC Szekszárd |
| 3-4 | 13 | magyar | Török Ágnes         | 183 cm   | 1998. január 23. (27 éves)     | utánpótlás              |
| 2 | 30 | magyar | Dombai Réka         | 179 cm   | 2002. szeptember 16. (22 éves) | Vasas SC                |
| 4-5 | 55 | magyar | Barnai Judit        | 189 cm   | 1994. január 17. (31 éves)     | NKE-FCSM Csata          |
| 1-2 | | magyar | Aya Keita           | 173 cm   | 2002. december 2. (22 éves)    | utánpótlás              |
| 3 | | magyar | Dubei Debóra        | 183 cm   | 1997. január 4. (28 éves)      | Sopron Basket           |
| 2 | | magyar | Weninger Virág      | 179 cm   | 1997. június 20. (27 éves)     | Sopron Basket           |
| 1 | | USA    | Brianna Kiesel      | 170 cm   | 1993. július 8. (31 éves)      | Artego Bydgoszcz        |
| 5 | | USA    | Beatrice Mompremier | 193 cm   | 1996. augusztus 8. (28 éves)   | Connecticut Sun         |
| 4 | | észt   | Kadri-Ann Lass      | 190 cm   | 1996. november 24. (28 éves)   | Wisla Krakow            |

| Poszt | Mezszám | Ország | Név                 | Magasság | Életkor                        | Korábbi csapat          |
| ----- | ------- | ------ | ------------------- | -------- | ------------------------------ | ----------------------- |
| 2-3   | 8       | magyar | Révész Boróka       | 178 cm   | 2000. május 16. (24 éves)      | utánpótlás              |
| 1     | 9       | magyar | Baffy Fanni         | 169 cm   | 2000.                          | utánpótlás              |
| 4-5   | 12      | magyar | Mansaré Anna        | 188 cm   | 1992. január 8. (33 éves)      | Atomerőmű KSC Szekszárd |
| 3-4   | 13      | magyar | Török Ágnes         | 183 cm   | 1998. január 23. (27 éves)     | utánpótlás              |
| 2     | 30      | magyar | Dombai Réka         | 179 cm   | 2002. szeptember 16. (22 éves) | Vasas SC                |
| 4-5   | 55      | magyar | Barnai Judit        | 189 cm   | 1994. január 17. (31 éves)     | NKE-FCSM Csata          |
| 1-2   |         | magyar | Aya Keita           | 173 cm   | 2002. december 2. (22 éves)    | utánpótlás              |
| 3     |         | magyar | Dubei Debóra        | 183 cm   | 1997. január 4. (28 éves)      | Sopron Basket           |
| 2     |         | magyar | Weninger Virág      | 179 cm   | 1997. június 20. (27 éves)     | Sopron Basket           |
| 1     |         | USA    | Brianna Kiesel      | 170 cm   | 1993. július 8. (31 éves)      | Artego Bydgoszcz        |
| 5     |         | USA    | Beatrice Mompremier | 193 cm   | 1996. augusztus 8. (28 éves)   | Connecticut Sun         |
| 4     |         | észt   | Kadri-Ann Lass      | 190 cm   | 1996. november 24. (28 éves)   | Wisla Krakow            |